# Liste der Baudenkmale in Lüneburg – Kleine Bäckerstraße
In der Liste der Baudenkmale in Lüneburg – Kleine Bäckerstraße sind Baudenkmale in der Kleine Bäckerstraße in der niedersächsischen Stadt Lüneburg aufgelistet. Die Quelle der IDs und der Beschreibungen ist der Denkmalatlas Niedersachsen. Der Stand der Liste ist der 31. Dezember 2021.

## Allgemein
In den Spalten befinden sich folgende Informationen:
- Lage: die Adresse des Baudenkmales und die geographischen Koordinaten. Kartenansicht, um Koordinaten zu setzen. In der Kartenansicht sind Baudenkmale ohne Koordinaten mit einem roten Marker dargestellt und können in der Karte gesetzt werden. Baudenkmale ohne Bild sind mit einem blauen Marker gekennzeichnet, Baudenkmale mit Bild mit einem grünen Marker.
- Bezeichnung: Bezeichnung des Baudenkmales
- Beschreibung: die Beschreibung des Baudenkmales. Unter § 3 Abs. 2 NDSchG werden Einzeldenkmale und unter § 3 Abs. 3 NDSchG Gruppen baulicher Anlagen und deren Bestandteile ausgewiesen.
- ID: die Objekt-ID des Baudenkmales
- Bild: ein Bild des Baudenkmales, ggf. zusätzlich mit einem Link zu weiteren Fotos des Baudenkmals im Medienarchiv Wikimedia Commons. Wenn man auf das Kamerasymbol klickt, können Fotos zu Baudenkmalen aus dieser Liste hochgeladen werden:

## Baudenkmale
Die Kleine Bäckerstraße beginnt im Süden an dem Platz Am Sande und endet nach etwa 100 Meter an der Kreuzung Untere Schrangenstraße/Glockenstraße. Hier geht sie in die Große Bäckerstraße über. Mit den Häusern 13, 14, 16, 19 stehen für die Geschichte Lüneburgs wichtige Häuser in der Straße

| Lage                                                 | Bezeichnung         | Beschreibung                                          | ID       | Bild |
| ---------------------------------------------------- | ------------------- | ----------------------------------------------------- | -------- | ---- |
| Kleine Bäckerstraße 1 53° 14′ 54″ N, 10° 24′ 32″ O   | Wohn-/Geschäftshaus |                                                       | 30673451 |      |
| Kleine Bäckerstraße 2 53° 14′ 53″ N, 10° 24′ 32″ O   | Wohnhaus            | Zum Haus gehört ein Fachwerkanbau mit der ID 30647813 | 30673432 |      |
| Kleine Bäckerstraße 3 53° 14′ 53″ N, 10° 24′ 32″ O   | Wohnhaus            |                                                       | 30673414 |      |
| Kleine Bäckerstraße 4 53° 14′ 53″ N, 10° 24′ 32″ O   | Wohnhaus            |                                                       | 30673396 |      |
| Kleine Bäckerstraße 5 53° 14′ 53″ N, 10° 24′ 32″ O   | Wohnhaus            |                                                       | 30657492 |      |
| Kleine Bäckerstraße 6 53° 14′ 52″ N, 10° 24′ 32″ O   | Wohn-/Geschäftshaus |                                                       | 30673360 |      |
| Kleine Bäckerstraße 7 53° 14′ 52″ N, 10° 24′ 32″ O   | Wohn-/Geschäftshaus |                                                       | 30673378 |      |
| Kleine Bäckerstraße 8 53° 14′ 52″ N, 10° 24′ 32″ O   | Wohn-/Geschäftshaus |                                                       | 30673342 |      |
| Kleine Bäckerstraße 10 53° 14′ 51″ N, 10° 24′ 32″ O  | Wohn-/Geschäftshaus |                                                       | 30673303 |      |
| Kleine Bäckerstraße 10a 53° 14′ 52″ N, 10° 24′ 33″ O | Wohnhaus            |                                                       | 30673473 |      |
| Kleine Bäckerstraße 11 53° 14′ 52″ N, 10° 24′ 33″ O  | Wohn-/Geschäftshaus | Zum Haus gehört ein Hofflügel mit der ID 30647277     | 30673491 |      |
| Kleine Bäckerstraße 12 53° 14′ 52″ N, 10° 24′ 33″ O  | Wohnhaus            | Zum Haus gehört ein Hofflügel mit der ID 30647162     | 30673512 |      |
| Kleine Bäckerstraße 13 53° 14′ 52″ N, 10° 24′ 33″ O  | Wohn-/Geschäftshaus | Zum Haus gehört ein Hofflügel mit der ID 30647053     | 30657510 |      |
| Kleine Bäckerstraße 14 53° 14′ 53″ N, 10° 24′ 33″ O  | Wohnhaus            | Zum Haus gehört ein Hofflügel mit der ID 30647118     | 30652412 |      |
| Kleine Bäckerstraße 15 53° 14′ 53″ N, 10° 24′ 33″ O  | Wohn-/Geschäftshaus |                                                       | 30652438 |      |
| Kleine Bäckerstraße 16 53° 14′ 53″ N, 10° 24′ 33″ O  | Wohnhaus            |                                                       | 30673531 |      |
| Kleine Bäckerstraße 17 53° 14′ 53″ N, 10° 24′ 33″ O  | Wohn-/Geschäftshaus |                                                       | 30673555 |      |
| Kleine Bäckerstraße 18 53° 14′ 53″ N, 10° 24′ 33″ O  | Wohnhaus            |                                                       | 30673577 |      |
| Kleine Bäckerstraße 19 53° 14′ 54″ N, 10° 24′ 33″ O  | Wohn-/Geschäftshaus | Zum Haus gehört ein Hofgebäude mit der ID 30646465    | 30673600 |      |